# Phytomyptera pallipes
Phytomyptera pallipes là một loài ruồi trong họ Tachinidae.